# 流芳乡
流芳乡，是中华人民共和国江西省九江市湖口县下辖的一个乡镇级行政单位。

## 行政区划
流芳乡下辖以下地区：
流芳村、沙港村、联合村、老山村、青年村和红山村。